# Dawasir
Els ad-Dawàssir (àrab: الدواسر, ad-Dawāsir), en singular ad-Dussarí (àrab: الدوسري, ad-Dūsarī), són una tribu del centre de l'Aràbia Saudita, oriünda històricament del sud del Najd, al Wadi d-Dawàssir, al segle xiv, i després emigrada més al nord i est.

## La tribu
La família més destacada són els Sudayri (singular al-Sudara, ancestre Sudayr) que van viure al Ghat. El seu suposat ancestre seria Dawsar (Camell poderós), nom que apareix com el de tribu a les fonts clàssiques; la llegenda els fa descendents dels Aidh o Azd una branca dels Uqayl que després van dominar Marib al Iemen entre el segle iii i el VI i algun membre de la tribu va tenir paper dirigent amb els gassànides (el rei Al-Numan VI ben al-Mundhir, 582-583, fou suposat membre de la tribu).
Els Al-Dawasir es van dividir en dues branques principals: els Al-zaid (Iyal Zayid) i els Taghlib (Taghaliba).
Les principals branques sorgides dels Al-Zaid són:
- Al-Masaira
- Al-Hasan
- Ridjban
- Makharim
- Wadain
- Badarin (de la que fan part els Al-Sadara)
- Ghiyadhat
- Sharafa
- Haradjin

I dels Taghaliba són:
- Umur
- Masarir
- Mashawiya
- Al-Hukban
- Khiyalat

Al segle xix els Al-Dawasir dirigits per Ahmad ibn Muhammad al-Sudayri es van aliar als Al-Saud i en endavant sempre han estat íntimament lligats a la casa reial. Una filla d'Ahmad fou la mare del rei Abd al-Aziz (mort 1953) i una besneta va tenir set fills amb el rei, entre els quals Fahd i Sultan. El 1950 fins a tretze membres de la família ocupaven càrrecs de govern (governadors de província o districte). Alguns van ser ministres.
Una branca dels Al-Dawasir van emigrar a Bahrein i van fundar al-Dammam (xeic Ahmad ibn Abd Allah ibn Hassan, anomenat el xeic jove, del clan dels Al-Hasan i cap dels clans Duwasir de Bahrein) i al-Khobar (fundada pel germà del xeic jove), i van contribuir al creixement d'altres ciutats com al-Ahsa, al-Zubara, Zallaq i Budaiya, i fins i tot de Kuwait (ciutat). També alguns van emigrar a Qatar i a la costa de l'Iran i van poblar l'illa de Dalma. A Iraq es van establir a al-Zubayr i el seu nom fou donat a un districte al Shatt al-Arab. Alguna illa del riu Shatt al-Arab porta també el nom de Dawasir. Els Dawasir van poblar l'illa d'Hawar a Bahrein, i mercès a això el litigi de l'illa amb Qatar es va resoldre a favor de Bahrein el 16 de març de 2001.

## Història
Històricament els Dawasir apareixen al segle xiii quan encara vivien al Iemen i estaven governats per Ibn Badran. Probablement es van establir al Wadi l-Dawasir al segle xiv, fet no documentat. Els detalls es comencen a conèixer a partir del 1447/1448 (851 de l'hègira) quan es van dirigir a Al-Ahsa però foren derrotats pel xeic local Zamil ibn Djabr de la dinastia Djabrita (d'al-Ahsa i Katif) a al-Khard; a l'any següent Zamil va atacar als Dawasir als seus territoris que ara eren la vall del Dawasir (Wadi l-Dawasir) esmentat per primer cop. El fill de Zamil, Adjwad ibn Zamil, va fer quatre expedicions contra la tribu sense arribar mai a la vall.
Quan el poder dels djabrites va començar a decaure, els Dawasir van atacar repetidament les regions d'Al-Hasa i algunes del Najd. Entre 1447 i 1751 van participar en 43 batalles, de les que es coneix la llista, i de les quals 15 foren contra els Kahtan; altres enemics foren els Subay, Al-Maghira, Al-Khatir i els Fudul. Almenys sis de les batalles es van lliurar als pou d'Al-Harmaliyya prop de Kuwayiyya. Set o vuit batalles es van lliurar a punts del districte d'al-Khardj, i quatre foren al districte d'Al-Arama. El 1689 la pressió dels Dawasir va empènyer als Al-Sabah i als Al-Khalifa a emigrar des d'Al-Haddar (a Al-Afladj) cap a Kuwait i Bahrein.
Quan es va iniciar el moviment wahhabita, els Dawasir foren de les darreres tribus del Najd a ajuntar-se als Al-Saud. El 1784/1785 el xeic Rubayyi ibn Zahid del Makharim va jurar fidelitat als saudites i fou el seu principal aliat al Wadi l-Dawasir; en canvi els Ridjban i els Wadain es van oposar al moviment i va tenir el suport del senyor ismaïlita de Nadjarn i després de Ghalib, xerif de la Meca. El 1798 els beduïns i entre ells alguns Dawasir, van assolar Hadramaut. Finalment el 1815 els egipcis van derrotar el moviment wahhabita, i a l'exèrcit derrotat i havia bon nombre de Dawasirs. Els egipcis van ocupar al-Diriyya però els saudites van recuperar el poder després del 1818 i Turki ibn Abd Allah i després el seu fill Faisal ibn Turki ven tenir emirs delegats al Wadi l-Dawasir. Turki va haver de fer una expedició de càstig el 1827/1828 per la manca d'obediència dels Dawasirs.
L'emigració d'una part dels Dawasir a Bahrain es va produir vers 1845 i s'establiren a l'illa al-Zakhuniyya i després a les viles d'al-Budayyi i al-Zallak. En la guerra civil entre els fills de Faisal, Abd Allah ibn Faisal i Saud ibn Faisal, el xeic dawasir d'al-Sulayyil (al Wadi l-Dawasir) i el senyor ismaïlita de Nadjan van donar suport al segon que finalment fou derrotat (1866/1867) per forces d'Abd Allah dirigides pel seu germà Muhammad, a Al-Mutala (al Wadi l-Dawasir); Abd Allah va estar l'any següent dos mesos a la vall castigant als Dawasir que havien estat fidels a Saud. Aquest va morir el 1875 i els Dawasir van donar llavors suport al seu fill; aquesta guerra civil va causar la pèrdua de poder dels wahhabites i la seva substitució pels Banu Rashid del Djabal Shammar amb seu a Hail. Als darrers anys del segle xix una guarnició dels Al-Rashid es va establir al Wadi l-Dawasir.
El 1902 Abd al-Aziz al-Saud va reconquerir Ryad i poc després va sotmetre el Wadi l-Dawasir. La tribu tenia conflictes interns i una guerra amb els Al-Murra a l'est i els parents d'aquestos, els Yam, al sud-oest. Per això van haver de ser nomenats xeics estrangers que no eren membres de la tribu. La vall fou visitada per Philby el 1918. La zona, abans etapa important pel comerç del cafè entre Iemen i Najd, va perdre aquesta situació a mesura que van avançar les comunicacions i Bisha va ocupar el seu lloc.

## La vall i el riu
La capital de la vall és Al-Khamasin, amb la seva vila bessona, Al-Lidam. Diverses viles de la vall porten el nom de fraccions de la tribu. A la part sud, la vila de Tamra, es pensa que donava nom a la vall antigament.
El riu Duwasir corre cap a l'est, i pren el nom d'Al-Atwa a la part final, desapareixent al desert a les arenes d'Al-Rumayla, al sud d'Al-Dhana.